# Голден-Сіті (Міссурі)
Голден-Сіті (англ. Golden City) — місто (англ. city) в США, в окрузі Бартон штату Міссурі. Населення — 656 осіб (2020).

## Географія
Голден-Сіті розташований за координатами 37°23′37″ пн. ш. 94°5′42″ зх. д. / 37.39361° пн. ш. 94.09500° зх. д. (37.393583, -94.095050).  За даними Бюро перепису населення США в 2010 році місто мало площу 2,68 км², з яких 2,68 км² — суходіл та 0,00 км² — водойми.

## Демографія
Згідно з переписом 2010 року, у місті мешкало 765 осіб у 325 домогосподарствах у складі 197 родин. Густота населення становила 285 осіб/км².  Було 393 помешкання (146/км²).
Расовий склад населення:
| - 96,1 % — білих - 1,7 % — корінних американців - 0,3 % — азіатів - 0,1 % — чорних або афроамериканців |

До двох чи більше рас належало 1,2 %. Частка іспаномовних становила 1,4 % від усіх жителів.
За віковим діапазоном населення розподілялося таким чином: 25,4 % — особи молодші 18 років, 56,8 % — особи у віці 18—64 років, 17,8 % — особи у віці 65 років та старші. Медіана віку мешканця становила 38,5 року. На 100 осіб жіночої статі у місті припадало 109,6 чоловіків;  на 100 жінок у віці від 18 років та старших — 107,6 чоловіків також старших 18 років.
Середній дохід на одне домашнє господарство  становив 33 375 доларів США (медіана — 24 938), а середній дохід на одну сім'ю — 38 068 доларів (медіана — 30 417). Медіана доходів становила 34 028 доларів для чоловіків та 22 063 долари для жінок. За межею бідності перебувало 33,6 % осіб, у тому числі 38,9 % дітей у віці до 18 років та 18,8 % осіб у віці 65 років та старших.
Цивільне працевлаштоване населення становило 206 осіб. Основні галузі зайнятості: виробництво — 26,7 %, освіта, охорона здоров'я та соціальна допомога — 22,8 %, роздрібна торгівля — 11,7 %, будівництво — 11,7 %.